# 320
| [ Edytuj tabelę ] |                                                 |
| Król Aksum        | - 320 Ezana 360                                 |
| Król Armenii      | - 287 Tiridates III 330                         |
| Władca Guptów     | - 320 Ćandragupta I 330                         |
| Władca Korei      | - 300 Mich’ŏn 331                               |
| Papież            | - 314 Sylwester I 335                           |
| Król Persji       | - 309 Szapur II 379                             |
| Cesarz Rzymu      | - 306 Konstantyn Wielki 337 - 308 Licyniusz 324 |

Rok 320 / CCCXX
stulecia: III wiek ~
IV wiek ~
V wiek

lata: 310 «
315 «
316 «
317 «
318 «
319 «
320
» 321
» 322
» 323
» 324
» 325
» 330

## Wydarzenia
Cesarstwo Rzymskie
- 9 marca – zginęło czterdziestu męczenników z Sebasty. Represje Licyniusza wobec chrześcijan, w obawie przed dezercją oddziałów chrześcijańskich na stronę Konstantyna.
- Miasto Bizancjum stolicą Licyniusza.

Azja
- Ćandragupta I utworzył królestwo Guptów w północnych Indiach.

## Urodzili się
- Flawian z Antiochii, patriarcha Antiochii (zm. 404).
- Konstans, cesarz rzymski (zm. 350).
- Paisjusz Wielki, mnich chrześcijański (zm. 417).
- Symplicjan z Mediolanu, biskup (zm. 401).

## Zmarli
- 9 marca – czterdziestu męczenników z Sebasty.